# Qāsim Amīn

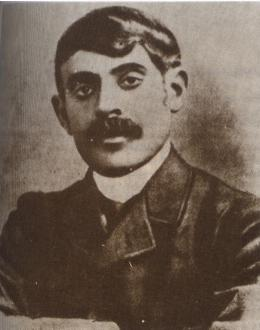
Qasim Amin

Qāsim Amīn (arabisch قاسم أمين)  (* 1863; † 1908) war ein ägyptischer Frauenrechtler. Seine bekanntesten Werke sind „Die Befreiung der Frau“ (Tahrir Al-Mar`ah – 1899) und „Die neue Frau“ (Al-Mar`ah Al-Jadidah – 1901). 

## Leben und Werk
Amīn war ein Schüler des berühmten ägyptischen Reformtheologen Muhammad Abduh (1849–1905). Er gilt als ein wichtiger muslimischer Feminist seiner Zeit. Qāsim Amīn war nicht der erste, der zur Emanzipation der Frau aus liberaler Sicht schrieb, aber er war der bekannteste und wirkungsvollste. Ihm vorangegangen war der Algerier Muhammad ibn Mustafa ibn al-Khawga, dessen Buch al-Iktirath fi huquq al-inath („Beachtung der Sorge um die Rechte der Frau“) 1895 erschien, also vier Jahre vor Qāsim Amīns „Befreiung der Frau“ und fünf Jahre vor seinem zweiten Buch „Die neue Frau“.
Die von Oskar Rescher ins Deutsche übertragene Übersetzung von „Die Befreiung der Frau“ wurde 1992 vom Echter Verlag (Würzburg) und Oros Verlag (Altenberge) herausgegeben. 

## Rezeption
Amīns liberales Engagement wurde später von Männern wie ʿAlī ʿAbd ar-Rāziq weitergeführt, der sich in seinem Hauptwerk Al-Islam Wa Usul Al-Hukm („Der Islam und die Grundlagen der Herrschaft“ – 1925) jedoch hauptsächlich mit dem Verhältnis von Staat und Religion im Islam befasste. 
Leila Ahmed argumentiert in ihrem Buch Women and Gender in Islam, dass man Qāsim Amīn keinesfalls als feministisch bezeichnen könne, da er im Wesentlichen die koloniale Sicht der Überlegenheit westlicher bzw. britischer Kultur wiedergebe und muslimische Frauenfeindlichkeit durch westliche/viktorianische Frauenfeindlichkeit ersetzen wolle.